# 麻里梨夏
麻里 梨夏（まり りか、1993年6月9日 - ）は、日本の元AV女優。C-more Entertainmentに所属していた。

## 略歴・人物
千葉県出身。2014年3月、ビデオメーカー・エスワンの専属女優としてデビューしたショートカットのロリ系AV女優で高校生や妹キャラを演じることが多い。所属事務所は、ロータスグループ、ファンスタープロモーション、CLAPと経て、C-more Entertainment。
趣味はRPGと読書、特技は料理。初体験は19歳で、自称バンドマンと公園で。
初芸名は成海うるみ(なるみ うるみ)。2015年4月1日に広瀬りりあ(ひろせ りりあ)に、同年6月9日に渚うるみ(なぎさ うるみ)に、2016年1月に麻里梨夏に改名した。
2019年9月3日、自身のTwitterで、2019年10月の撮影をもってAV活動を引退することを発表。
2020年1月31日をもって一旦AV活動を引退したが、C-more Entertainmentには引き続き所属。
2020年12月25日、2021年にAV活動を再開を発表。同日、本中公式Twitterから2021年1月25日発売の作品から専属女優として復帰することが発表。
2021年9月14日、自身のTwitterにて引退を発表。

## 作品

### アダルトDVD

#### 「成海うるみ」名義
- 新人NO.1STYLE 成海うるみ AVデビュー（3月7日、エスワン）
- 交わる体液、濃密セックス（4月7日、エスワン）
- 成海うるみ、イキます。（5月7日、エスワン）
- 精子ちょうだい（6月7日、エスワン）
- 犯された女子校生 恨みの代償は輪姦授業（7月7日、エスワン）
- 恥じらいのお漏らし（8月7日、エスワン）
- ラブ♥キモメン（9月7日、エスワン）
- 痴漢願望の女 上京したての田舎娘編（10月7日、エスワン）
- 枯れ専過ぎて何でも聞いちゃう老人介護士（11月7日、エスワン）
- ショートカット美少女のエッチな日常（12月1日、S-Cute）
- こたつの中だからと安心して無防備な格好をしている大人しそうな女の子にこっそりイタズラを。周りに誰かがいて声を出せない状況に、パンツが濡れるほど興奮した彼女はビショビショに濡れたオマ○コを僕に…（12月2日、DOC）
- マ○コに連続ぶっかけ中出しトイレ痴漢 有名お嬢様女子校近くで見つけたウブそうな女子校生を付け回し逃げ込んだ公衆トイレでぶっかけ中出し痴漢で妊娠するほど感じさせろ!!（12月6日、アパッチ）
- 姦全犯罪クラブ（12月12日、マックス・エー）
- 成海うるみ レズ解禁!!! Brilliant Time（12月12日、ブイアンドアールプロデュース）
- お姉ちゃんのリアル性教育（12月18日、グローリークエスト）
- 近親相姦と淫行 〜娘と義父と担任教師〜（12月20日、ヒビノ）
- 少女の道草 過疎化した田舎の集落で行われる少女野外わいせつ記録（12月26日、I.B.WORKS）
- 父と娘の近親相姦調教旅行（12月26日、I.B.WORKS）

- うるみと子作り新婚生活（1月1日、ワンズファクトリー）
- 東京で1人暮らしをしている僕の家にホテル代を節約したいのか姪っ子が泊まりにやってきた。かれこれ10年以上会っていなかったが久しぶりに再会してみると幼かったあの子が大人の女に…!そんな成長した姪っ子の身体を見て目のやり場に困っていると…（1月1日、DOC）
- 可憐な女子校生と女教師が催眠術によって堕ちたSEXの記録（1月9日、宇宙企画）
- 女子校生スクール中出し乱交 〜川辺で遊んだ夏の思い出〜（1月9日、TMA）
- 親にも学校にも言えない、女子校生放課後限定バイト 4（1月9日、S級素人）
- ガチ本番！！新婚素人ナンパ即挿入！！in高崎（1月9日、S級素人）
- 妹と兄が素股で近親相姦3（1月22日、ROCKET）
- 女子校生ディルドオナニー（1月23日、青空ソフト）
- 現役キャバ嬢に媚薬を仕込み強制発情させたら営業中の店内にも関わらず、内緒で僕のチ●ポを握りしめてきた!!枕営業なんかじゃ見られないキャバ嬢達のお店には言えないナイトスクープ!! 2（1月23日、SCOOP）
- SCOOPスペシャル 突然AV女優にガン勃ちチ●ポのセンズリを見せつけたらどうなるのか!?大実験!（1月23日、SCOOP）
- コスプレイベントでレイヤー撮影。このあと滅茶苦茶セックスした。1人目 結城みう（1月22日、CMP）※「結城みう」名義
- 絶対美少女 真正中出し解禁!（1月25日、本中）
- AV女優が撮影現場に来たらいきなりSEX 即ハメ 生中出し（2月5日、グローリークエスト）
- エロカワ妹NO，1決定戦！ ノーカット45分一本勝負！女優さんに自分が最もエロかわいいと思う妹をアドリブで演じてもらっちゃいました！（2月7日、ゴールデンタイム）
- 成海うるみ エスワン8時間コンプリートBEST（2月7日、エスワン） ※総集編
- 超敏感！！妄想大好きレディコミ愛読者を公募で集めて電マ責め我慢出来たら10万円、ダメなら即SEX！！2（2月13日、S級素人）
- 美少女即ハメ白書 33（2月20日、プレステージ）
- 金粉奴隷娘 成海うるみ（2月20日、バミューダ）
- 「もう死んだってかまわない！」 超ラッキーの連続で巻き起こるスケベ過ぎる一日！鼻血が止まらないくらいの夢のエロハプニング続出！2（3月7日、ゴールデンタイム）
- 偶然見かけた貧乳女子がまさかのノーブラ！？見られる事に興奮した彼女の敏感乳首はビンビンに立っていて… 2（3月11日、プレステージ）
- モテない僕を不憫に思った女先輩に「擦りつけるだけだよ」という約束で素股してもらっていたら互いに気持ち良すぎてマ○コはグッショリ！でヌルっと生挿入！「え！？入ってる？」でもどうにも止まらなくて中出し！2（3月19日、アイエナジー）
- うぶなデカチンが丸出しに！誰もが羨む女子校の担任になった気弱な僕は生徒にナメられっぱなし。さらに授業妨害までされ学級崩壊…。勇気を出して注意をしたら逆ギレした女生徒達が、僕の恥ずかしい写真を撮ろうとズボンを無理矢理おろしてきた！（3月19日、Hunter）
- 佐々木リカ 20歳 学生 素人AV体験撮影880 （3月28日、シロウトTV）[13]
- 『成海うるみはボクの妹～ イケナイ淫乱な妹を覗き見したら... 』 成海うるみ（4月3日、h.m.p）
- 妹2人とまさかの3P！中出しするハメに…。上の妹は美人なのに奥手で彼氏無し。下の妹は超がつく程のヤリマン…。そして僕はまったくモテない。連日男を連れ込むヤリマン妹の部屋から聞こえるHな声にムラムラし毎日オナニーの上の妹…（4月9日、Hunter）
- 10代は生理前より生理後が超ヤリたがりモード！「ウソ！何でこんなに濡れてるの？」生理直後でヤリたがりの超敏感娘になっている女子校生はちょっとした事で爆濡れ状態！自分の濡れに気づき初めて糸を引く程のマン汁を見た途端、抑えていた理性が崩壊し男を襲う！（4月9日、Hunter）
- ななせとうるみ！ショートカットの激カワ美少女と3P中出し 乙葉ななせ×成海うるみ（4月10日、TMA）
- バンドギャルナンパ（4月22日、プレステージ）
- マジックミラー号に大学卒業式を終えたばかりの友達同士の男女が初乗車！Hなゲームでお互いのオナニーを見せ合ったら火が付いて‘思い出SEX’までしてしまうのか！？（4月23日、SODクリエイト）
- セレブ妻ムチ尻Tバック限定ナンパ中出し 4（4月24日、GIGOLO）
- センズリ鑑賞会 22 恥じらい素人娘に見せつけちゃいました（5月10日、ホットエンターテイメント）
- ふたなり×ふたなり 大量射精＆大量潮噴き ふたなりが当たり前の世界の撮影現場はメチャメチャ過ぎてもう大変っ！女子校生編（5月19日、ROOKIE）
- 制服美少女のエッチな放課後 青春って、気持ちいいかも。（6月1日、S-Cute）
- 「童貞くんのオナニーのお手伝いしてくれませんか…」 街中で声を掛けた10代の心優しい女子大生・短大生・専門学校生がマジックミラー号で童貞くんを赤面筆おろし！4（6月6日、SODクリエイト）
- 甘えん坊のボクに浴びせられる優しい淫語 成海うるみ （6月19日、Fetish Box/妄想族）
- 清楚な美少女のおっぴろげガニ股パンスト 成海うるみ（6月30日、ジャネス）
- 人間観察ドキュメント 21（7月1日、ジャネス）

#### 「広瀬りりあ」 名義
- ペニスが生えた女の子とケツマ○コ男 成海うるみ 改め 広瀬りりあ (7月19日、M男パラダイス)
- 鬼フェラ地獄 XXIV (8月14日、ケイ・エム・プロデュース/REAL)
- 【新宿Mヤプー】監修 密室監禁イジメっ娘 成海うるみ 改め 広瀬りりあ (8月16日、M男パラダイス)

#### 「渚うるみ」名義
- 俺の肉便器 ～四畳半監禁娘～ (9月11日、ケイ・エム・プロデュース/REAL)
- 素人ナンパ持ち帰り！盗撮SEX横流し映像 9 (9月11日、ケイ・エム・プロデュース)
- はつ恋みたいなSEX (10月1日、S-Cute)
- 美人4姉妹とハーレム同棲生活 (10月9日、ケイ・エム・プロデュース/BAZOOKA)
- siro-to NANPA 実践ナンパで読み解く女の落とし方 (11月10日、ホットエンターテイメント)
- 完全主観!!人気女優が終始カメラ目線でマシンガンのように淫語を放ちながらSEX (11月13日、ケイ・エム・プロデュース/BAZOOKA)
- ネトラレ人妻オークション (12月11日、ケイ・エム・プロデュース/BAZOOKA)

- 殿堂!スーパーアイドル8時間 (1月8日、ケイ・エム・プロデュース/Million) ※単体ベスト
- 「知らない女だけが損をする!世界最大級のメガチ○ポで渚うるみが強制フェラ/連続ぶっかけ/生中出しをヤる」 (1月21日、DANDY)

#### 「麻里梨夏」名義
- 夜勤病棟レイプ 本当は待っていたんじゃないの?夜中一人で働く看護師をトイレでこっそりレイプ (3月17日、サディスティックヴィレッジ)
- 発情期の姪っ子が四六時中精子を搾り取ってきます。チ○ポが勃たなくなるといじって無理に勃たせて精子をせがむので困っています。(3月19日、ドグマ)
- もう入れないでくださぁい (3月25日、ハイウェイスター)
- 羞恥 生徒同士が男女とも全裸献体になって実技指導を行う質の高い授業を実践する看護学校実習 (4月7日、サディスティックヴィレッジ)
- 女子○生 中出し20連発 (4月7日、アイエナジー)
- 喉奥パラフィリア 自宅監禁された初々しい新卒生保レディ (4月19日、ドグマ)
- 痴漢"M"覚醒 中出しアクメ編 何回も精子が子宮に直撃する快楽で言いなりになる中出し中毒娘 2（6月9日、ナチュラルハイ）
- 「オナニーが大好き…」とはにかむJKを、旅館に呼び出し、セルフ自慰をさせたら火がついてしまい、夜が更けるまでセックスして、白く汚しまくった…。(6月13日、オーロラプロジェクト・アネックス)
- お兄ちゃんの変態 麻里梨夏 激カワ妹と猥褻遊戯 (6月20日、レイディックス)
- M男強制オナニーサポート 2 女子校生のフリーダム的JOI (7月5日、フリーダム)
- 完全主観 罵倒地獄 Vol.5 ～罵られて勃起する男達の子守唄～（7月5日、フリーダム）
- 募集ちゃんTV×PRESTIGE SELECTION 03（8月12日、プレステージ）
- 完全女体観察4時間スペシャル 3（8月26日、S級素人）
- 男殺し 悪魔の女子生徒会 (9月1日、フリーダム)  ※「AV OPEN 2016」マニア・フェチ部門 エントリー作品
- ロリ専科 叔父に身体を捧げる制服美少女の物語 (9月1日、グレイズ)
- 女子校生のパンティが好き vol.1 (9月16日、OFFICE K'S)
- ノンストップ6Pレズビアン乱交3 (9月19日、レズれ!)
- 愛欲若妻接吻レズビアン 唾液まみれのクチビルと舌で味わう女同士の快楽 (9月22日、ヒビノ)
- クラスのDQN軍団から助けてくれたのに何も出来ない僕。(10月19日、MOODYZ)
- いじめっ娘JKの杭打ち騎乗位中出し (11月1日、ワンズファクトリー)
- ロリ専科 オマ●コ壊さないでください!いいなり乳首ドMっ子 (11月1日、グレイズ)
- 早漏イクイク女子校生4 (11月7日、MOODYZ)
- 全裸シェアハウスハーレムスペシャル (11月11日、ケイ・エム・プロデュース/BAZOOKA)
- 彼氏がいるのに誘惑おしゃぶり女子校生 (11月13日、プレミアム)
- 足ピーンイキ! そけい部リンパマッサージ（11月19日、MOODYZ）
- 変態すぎるド素人娘スペシャル 3（11月25日、S級素人）
- 誘惑中出し回春エステサロン (12月1日、痴女ヘブン)
- 図書館で声も出せず糸引くほど愛液が溢れ出す敏感娘 19 全裸羞恥中出しSP（12月8日、ナチュラルハイ）
- 美人女将が心を込めたスペシャルテクニックで接待! 至れり尽くせりのスペシャル温泉旅館2!! （12月9日、BAZOOKA）
- 女子校生はバックで膣奥出しが大好き! (12月19日、MOODYZ)
- 鉄管拘束中出し輪姦 (12月22日、アイエナジー)

- 女子校生放課後中出しセックス 性の悦びを知った小娘の媚薬ガンキマリ性交とおじさんのネチネチ愛撫 (1月1日、h.m.p)
- 小悪魔挑発GAL (1月1日、MARRION)
- エッチなご奉仕メイドに癒されたい! オマ●コぴちゃぴちゃ指入れ自画撮りオナニー vol.02（1月1日、ロリ専科）
- アニメ声まみれ淫語SEXの世界 (1月7日、MOODYZ)
- 完全ガチドッキリ!若手女優5名による本気の誘惑で射精してしまう男たち (1月19日、新中野小劇場)
- 無言接吻 台詞一切ナシ。聞こえてくるのは吐息と唾液音だけ… (1月20日、レイディックス)
- ディルド大好き女子校生 4 (1月20日、OFFICE K'S)
- 新任女教師 麻里梨夏 マシンバイブ調教×催淫三角木馬×危険日中出し15連発 そのすべてで潮!潮!潮!23 (2月2日、サディスティックヴィレッジ)
- 媚薬漬けコスプレイヤー (2月3日、クリスタル映像/DIY)
- 風俗最前線!!今、巷で話題のAV女優に会えて遊べて、生中出しSEXまで教えてもらえるAV男優養成コースに潜入!! (2月10日、ケイ・エム・プロデュース/BAZOOKA)
- 女子校の寮に男僕一人。（2月10日、ケイ・エム・プロデュース/BAZOOKA）
- 淫語で誘うとんでもないギャル妹 (3月1日、Kira☆Kira)
- ペニサック中出しエステ (3月1日、CORE)
- 「一度知ったらヤめられない! 日本に旅行に来たメガチ○ポ黒人を麻里梨夏が逆ナンパして 生中出しをヤる!」 (3月2日、DANDY)
- 乳首快楽Men'sサロン (3月3日、ドリームチケット)
- 淫語女子校生とM男 (3月3日、OFFICE K'S)
- 理性の吹き飛んだ美少女と中出し性交 (3月7日、MOODYZ)
- 胸糞注意 ブサメンの僕に大学の漫画サークルで超可愛いBL好きの彼女が出来たのですが先日それを同じ大学のリア充イケメン拓哉君に軽いノリで口説かれてしまって不条理なイケメン特権で結局お持ち帰りされてしまった時の話です (3月7日、JET映像)
- 精力増強中年の連射中出しレ×プ (3月13日、ワンズファクトリー)
- 神待ちJKに我が家が占領されたから子作り (3月13日、ZUKKON/BAKKON)
- 妹たちの前でマ○コを広げカラダで借金返すJK (3月25日、MOODYZ)
- ビッグバンローター!自分から腰を振って野外潮吹きをオネダリしてくる露出願望娘 3 (4月6日、サディスティックヴィレッジ)
- ノーパン風紀委員長自ら挿入勝手に騎乗位中出し (4月7日、本中)
- 絶対脱出できない圧迫征服!イラマチオプレス (4月13日、MOODYZ)
- ミニスカートを履いたパンチラ女子校生に媚薬を飲ませると自らニーハイソックスを擦りつけながら淫らにパンツを湿らせ、カニバサミで中出しを求めた！2（4月14日、V&R PRODUCE）
- やんちゃな妹に射精管理で更生させられたボク。(4月19日、MOODYZ)
- 完全拘束イラマチオ4 (4月20日、グローリークエスト)
- 子作りはご奉仕の一環 妊娠OK美少女メイド (4月25日、ワンズファクトリー)
- プレミアム スタイリッシュソープ ゴールド (4月25日、プレミアム)
- 即効媚薬・痙攣マッサージ屋 (4月28日、ケイ・エム・プロデュース/REAL)
- オカシクなるほどイキ狂う全身クリトリス催眠 (5月1日、乱丸)
- JKの妹が我が家で、お泊り飲み会を開催 エロ度の増した泥酔JKが誘惑してきて朝まで連続セックスしちゃった夜 (5月3日、SODクリエイト)
- ホテル痴漢 3 中出しスペシャル (5月3日、ナチュラルハイ)
- 絶対妊娠!ガン反り生チ○ポで孕ませ中出しSEX! (5月13日、本中)
- 麻里梨夏の凄テクを我慢できれば生中出しSEX! (5月13日、ワンズファクトリー)
- NTRレズビアン ～僕の妻は隣の熟女に寝取られました～ (5月19日、レズれ!)
- マブダチJK逆3P中出し平然援助交際 (5月19日、Kira☆Kira)
- 僕の妹に手を出すな!! 麻里梨夏 妹が泣いて助けを求めてもジッと見てるだけ… (5月20日、レイディックス)
- 彼女の妹に愛されすぎてこっそり子作り性活 (5月25日、本中)
- 中出しお義姉さんの誘惑 (5月25日、プレミアム)
- 時間停止 援交娘にタダマン中出し (6月1日、M's Video Group)
- オジサン嫌いな麻里梨夏がオジサンと二人きりで嫌々逆ハメ撮り実況 (6月1日、ROOKIE)
- 「私も、おにいちゃんと一緒にお風呂はいりた～い!」風呂場に全裸で乱入するエッチな妹 (6月1日、グレイズ)
- 完全盗撮リアルドキュメントプライベートデートセックス (6月1日、TEPPAN)
- 親が再婚して突然出来た妹は、可愛い顔してすっごいヤリマン!! 僕が童貞だとわかると、ゴムも着けずに騎乗位で生挿入! スケベなテクで濃厚すぎる筆おろしをされちゃった…（6月2日、OFFICE K'S）
- 喉奥射精させるフェラチオ大好きお姉ちゃん (6月13日、MOODYZ)
- 神待ち家出少女を助けまくって10人の神様に君臨した僕（6月13日、MOODYZ）
- DQNとツルんでる金魚の糞ビッチをガリ勉のボクが痺れ薬を開発して中出ししまくってやった!! (6月13日、ワンズファクトリー)
- お酒の力を借りてどうにかこうにかセックスしたい男たちが人気AV女優 麻里梨夏を電話で呼び出し飲ませて酔わせてヤリ捨てポイ! (6月13日、MARX)
- 寝ている姉にイタズラしていたら逆に生ハメを求められて、もう発射しそうなのにカニばさみでロックされて逃げられずそのまま中出し!（6月15日、アイエナジー）
- ガニ股調教レズビアン (6月16日、虎堂)
- イベサーNTR 清楚で純朴なボクの彼女がウェイウェイ野郎共に酔い潰され中出しされまくっていた件。(6月19日、プレミアム)
- 俺の妹とお前の妹どっちがエロいか交換して中出ししまくってみないか? (7月1日、MOODYZ)
- おバカだけど口だけ優等生 超しゃぶりてぇ～ (7月1日、Kira☆Kira)
- 金持ち集結飲み会で笑顔で中出しを受け入れる彼女を見つけてしまった僕 (7月7日、本中)
- 全部口内射精させてくれるおチ○ポ&ザーメン大好きベロしゃぶりJK (7月7日、kawaii*)
- 悶絶痙攣ポルチオ大絶頂!! (7月7日、クリスタル映像/e-kiss)
- 異常性愛レズビアン ～麻里梨夏 再生。三原ほのか初レズ＆レズアナル解禁編～ (7月19日、レズれ!)
- 超苦手なザーメンだけど一生懸命ごっくん!ぶっかけ!口内溜め! (7月25日、MOODYZ)
- 麻里梨夏の凄テクにいじめられたい! (7月25日、セレブの友)
- 麻里梨夏8時間BEST (8月1日、MOODYZ) ※単体ベスト
- 誘惑 (ハート) マッサージサロン (8月4日、ドリームチケット)
- すんごい乳首責めで中出しを誘う連続膣搾り痴女お姉さん (8月7日、本中)
- 巨乳人妻辱め放題 二輪車奴隷に墜とされて (8月11日、オルガ)
- 「今日は遊びに来ました」 (8月11日、バルタン)
- 朝勃ちしたチ○ポをペットのように可愛がり愛撫してくるけど僕の事は全く興味ないツンデレ妹 (8月13日、MOODYZ)
- 友達の彼氏をこっそり誘惑めっちゃ勝手に男潮調教 (8月13日、痴女ヘブン)
- 夢の一夫多妻 時間停止中出しSPECIAL 最強の能力を手に入れた男が8人の嫁と朝から晩までハーレム子作り性活 (9月1日、本中)  ※「AV OPEN 2017」企画部門 エントリー作品
- ハーレム痴女エステ ～最高級セラピスト10名の究極おもてなし～ (9月1日、痴女ヘブン)  ※「AV OPEN 2017」企画部門 エントリー作品
- 女子校生 人体固定中出し輪姦 漆 (9月7日、MOODYZ)
- JKしっこ (9月7日、プレミアム)
- 目覚めたら、中出しSEXされてました… (9月19日、本中)
- 片思いだったクラスのアイドル梨夏ちゃんが上京することに。もう会えないかもしれないので、媚薬飲ませたら効きすぎてしまい人格までトリップ!マ○コも媚薬漬けにしてズッコズコに犯した結果、立派なチ○ポジャンキーに仕上がってしまいました。(9月22日、ケイ・エム・プロデュース/REAL)
- ウソの企画でAV女優を連れ出し野外露出調教してみた (9月25日、セレブの友)
- 昔の彼女を完全無視!NTR放置同窓会 (10月1日、MOODYZ)
- あなたのおちんちんが果てしなくカワイイ事が10人の姉に、ばれた。（10月1日、ZUKKON/BAKKON）
- ガキにもどって犯りなおしっ!!! (10月7日、MOODYZ)
- どうせ付き合えないなら汗臭い親父たちに絶対妊娠×寝取らせ種付けプレス 胸糞NTRS (10月7日、kira☆kira)
- 時間停止DQN返し 隣の迷惑バカップルをスカっと報復レ×プ 麻里梨夏 (10月13日、MOODYZ)
- 私立ハーレム淫語学園4!!!! (10月25日、MOODYZ)
- レズの本懐～3人のAV女優ガチ奪い愛ドキュメント～ (10月25日、ビビアン)
- アポなし訪問 (10月27日、個性派Director's)
- ケダモノ妻を派遣します。発情痴女のギンギン誘惑中出し性交 (11月1日、溜池ゴロー)
- 麻里梨夏 4時間 (11月1日、グレイズ) ※単体ベスト
- 女の子になって、レズ責めされちゃった僕。(11月7日、MOODYZ)
- 至近距離に彼女がいるのに耳元でコソコソ口説いてくるささやき誘惑中出し (11月7日、本中)
- ヤラしい義父の嫁いぢり お義父さん、もう許して下さい… (11月19日、マドンナ)
- 中出し・ごっくん・アナル・陵辱輪姦 - 2017毒針連合スペシャル - (12月1日、M's Video Group)
- 王様ゲームNTR 陰キャの僕がパリピの王様ゲームに参加できたけど、気になるあの娘はイケメンとだけ彼女面SEX、僕のチ○ポは舌打ちしながらイヤイヤ挿れてても、オマ○コできて超ラッキー (12月1日、kira☆kira)
- 丸ごと麻里梨夏作品集 5時間2980円 (12月7日、サディスティックヴィレッジ) ※単体ベスト
- 暴発!暴射!ペニス昇天Wマスターテクニシャン (12月13日、アイデアポケット)
- パートを始めた妻が職場のバイトたちに寝取られ中出しされまくっていた (12月19日、ミセスの素顔/エマニエル)
- 人気AV女優麻里梨夏×アニメコスプレ ～本能剥き出しディープキス中出し性交～ (12月22日、TMA)
- 2人の脳内に棲みついた痴女たちに操られ、ボクの意志など無視され導かれるがまま、彼女に普段しない中出しまでしちゃいました… ハーレム淫語脳内操り痴女 (12月25日、MOODYZ)
- 子育てママの泥酔中出し鍋パーリィビデオ (12月25日、AVS Collector's)

- 亀頭1ミリ我慢できたら膣奥に出していいよ 先っぽ焦らしっぱ (1月7日、本中)
- 朝から晩まで中出しセックス 30 (1月11日、アイエナジー)
- 殿堂!スーパーアイドル4時間 麻里梨夏 (1月12日、ケイ・エム・プロデュース/Million) ※単体ベスト
- 夫のいない昼下がり 忘れえぬ性癖（1月12日、オルガ）
- 逆3P中出しメイド子作り懇願スペシャル (1月13日、MOODYZ)
- 総合婦人肌着メーカーWAKOSUKE ～Sporty Collection 2018～ (1月14日、AVS Collector's)
- 課外性奴 (1月14日、アリスJAPAN)
- レズテクNo.1決定戦 台本なしのイカセ合いバトル! DOCUMENT LESBIAN 2018 ガチレズセックス大乱交 (1月25日、レズれ!)
- 噂のD組で1番カワイイあの娘はヤリマン女子校生 (2月8日、デジタルアーク)
- ラッキー中出し 思春期の妹と友達が泊まりに来て全員に告白されたから子作り (2月13日、本中)
- 即抜き実用的!1週間以上溜めた生臭い素人ち○ぽをしゃぶり尽くす!ノーハンドおしゃぶり病棟 (2月22日、SODクリエイト)
- 絶対に聞こえてはいけない、絶対にバレてはいけない禁断の声ガマン寝取り映像スペシャル (2月23日、ケイ・エム・プロデュース/BAZOOKA)
- プライベートでAV女優に本気で恋して中出しして、彼女にしてしまった僕の運命。(2月25日、本中)
- いつでもどこでも時間停止して中出しできる学園II (3月1日、MOODYZ)
- お嬢ちゃんのお股見せて (ハート) りかちゃん (18) (3月1日、レイディックス)
- お茶目で悪戯好きだけどめっちゃ可愛い姉 (3月1日、グレイズ)
- 可愛い女子社員と相部屋宿泊 スーツを脱いだら綺麗なおっぱい!締まったくびれ!プリプリのお尻!無防備に寝ている女と密室に二人きりで股間の疼きが止まらない!(3) (3月8日、アキノリ)
- 賭けに負けてレズビアンに堕ちるショートカットの敏感女子大生 (3月13日、ビビアン)
- ガチで連続中出しファック ひたすら挿 (い) れっぱで真剣 (マジ) ナカ絶倫フル勃起男優VS性豪美少女麻里梨夏 ～完全ノーカット抜かずの14発生ハメバトル～ (3月14日、アリスJAPAN)
- 拷問エンドレス 天国と地獄 (3月19日、ドグマ)
- 黒人メガチ●ポVSコスプレイヤー麻里梨夏 (3月23日、TMA)
- 私、オジサンに調教されたいマゾビッチなんです。(3月23日、オルガ)
- 「もうお父さん以外とはムリ!」再婚相手の年頃の娘が小悪魔パンチラ見せつけてその気にさせる「ママとSEXするなんて許さないから!」母がいるのに、こっそりチ○ポを横取りスリルを楽しむ本当にイケナイ娘なんです、叱ってやってください。(4月12日、SWITCH)
- 麻里梨夏の極上フェラテクで10分以内に射精できなかったら、お詫びにオマ●コを使って、たっぷりヌイてください! (4月13日、ケイ・エム・プロデュース/REAL)
- 泊まりに来た彼女の親友に2日間、耳元で囁かれ続けたのでバレないように浮気SEX (4月13日、MOODYZ)
- 麻里梨夏 レズれ!プレミアムBEST5時間 (4月15日、レズれ!) ※単体ベスト
- そんなに見たいなら見せてあげる!女子○生は顔騎が大好き。2 妹の友達が遊びに来てパンチラしまくりで、ジッと見てたら、ニヤニヤ見つめてきて女子○生のお尻に顔を埋めさせられた (4月26日、SWITCH)
- 完全M男化下僕生活 超金持ちのドS女子に調教されて… (5月10日、アキノリ)
- スクールカースト School Caste 下層界の女の子/彼女は最上位 (5月13日、無垢)
- 【本性淫乱】看護師の抑え切れない性欲の獲物になっちゃった俺 (5月24日、アキノリ)
- せっかく女になったのに…不完全な女体化で下半身はふたなり!? 2 男子禁制シェアハウス編 (5月24日、ROCKET)
- 素人カップル逆ナンパ寝取り大作戦!!至近距離で彼女がいるのにささやき誘惑中出し (5月25日、本中)
- 麻里梨夏 SPECIAL BEST4時間 (5月25日、TMA) ※単体ベスト
- レズビアンBDSM (6月1日、ワンズファクトリー)
- スーパーガチンコ全裸レズバトルDYNAMITE2018 (6月7日、ROCKET)
- パンストは脱がせない癒しのOLデリヘル (6月8日、ケイ・エム・プロデュース/BAZOOKA）
- 羞恥温泉旅行 (6月21日、グローリークエスト)
- 素人ファン感謝祭 麻里梨夏の高速腰振り騎乗位 我慢できれば生中出しOK (6月25日、本中)
- ドリシャッ!! (7月6日、ワープエンタテインメント)
- 解禁レズフィスト (7月19日、ドグマ)
- 裸心 舞島あかり、レズ解禁。(7月19日、レズれ!)
- ヤンデレ彼女 中出ししてくれないとコロシマス。(7月25日、本中)
- 麻里梨夏コスプレSPECIAL BEST 4時間 (7月27日、TMA) ※単体ベスト
- ちんシャブ乙女倶楽部 ごっくんスペシャル (8月10日、ケイ・エム・プロデュース/REAL)
- 麻里梨夏コンプリートBEST40本番93発射 (8月13日、MOODYZ) ※単体ベスト
- 女が女を襲う!女監督ハルナのレズ痴漢バス case.04 (8月19日、レズれ!)
- 麻里梨夏4周年記念作品ささやき誘惑中出し学園 (8月25日、本中)
- 俺が姪を犯す理由 (9月13日、無垢)
- 大好きなカノジョをハメ撮りしちゃいました。愛嬌あふれる美少女と、甘くとろけるエッチなひととき。(9月13日、S-Cute)
- 勉強しかできないメガネっ子女子大生4人組の性の偏差値アップ研究 (9月14日、ケイ・エム・プロデュース/BAZOOKA)
- 女監督ハルナのトリプルレズ ペニバンシンドローム file.03 (9月19日、レズれ!)
- 新入社員とイク 中出し温泉慰安旅行（10月12日、ケイ・エム・プロデュース/BAZOOKA）
- 彼女が3日間家族旅行で家を空けるというので、彼女の友達と3日間ハメまくった記録（仮）(10月14日、アリスJAPAN)
- あの人は今!?麻里梨夏が地元のガチ友達と出会って速攻、生中出ししまくり!! (10月25日、本中)
- 特別警護隊の女 ～誇り高きアルテミスの無惨なる肉虐～ Episode-1紅蓮の狙撃手、屈辱の嬲られ人形 (11月7日、Baby Entertainment)
- あの日からずっと…。緊縛調教中出しされる制服美少女 (11月13日、無垢)
- オトコとして育ってきたボク。その秘密を知る幼馴染みたちに中出し輪姦され… (11月23日、ケイ・エム・プロデュース/宇宙企画)
- おい、幼馴染「もうイッてるってばぁ!」状態で追撃ピストン中出しの快感教えろッ! (12月25日、本中)

- 100%女を堕とす美貌!! イケメン過ぎるヴァイセクシャル女子がレズタチAV Debut!! (2月1日、ビビアン) ※「AV OPEN 2018」マニア・フェチ部門 エントリー作品
- 終電がなくなりちょっと綺麗めの上司の家に泊まることに…メイクを落としたすっぴん顔が幼くまさに俺好みの顔だった! 2 (2月7日、アキノリ)
- 初めてが私でいいのかな（汗） ひよこ女子の密着・いちゃいちゃ・甘えんぼ極上筆おろし2 (3月7日、ひよこ)
- 姉犯日記 (3月7日、グローリークエスト)
- 僕たちの麻里梨夏ベスト (3月19日、ドグマ) ※単体ベスト
- 「本当はSEXしたいのに…」 これが女のリアルな心情! 口には出せない心の声があなただけに聞こえてくる (4月11日、ROCKET)
- 串刺し拷問 (4月19日、ケイ・エム・プロデュース/REAL)
- 女装がバレて親友の性処理道具にされた男の娘のボク。 (4月25日、痴女ヘブン)
- 123発350mlの精子を全てまとめてごっくん (5月1日、MOODYZ)
- ヤリマンワゴンが行く!!ハプニング ア ゴーゴー!!麻里梨夏とリズの珍道中 (5月7日、桃太郎映像出版)
- 19歳の決意。 ガチ処女レズビアンAVデビュー (5月7日、ビビアン)
- なりすまし文系女子痴女NTR～SEX狂の美少女が見た目を変えて清純好き男を寝取りまくった～ (5月25日、本中)
- 息子の嫁 (6月1日、プラネットプラス)
- 女教師レズビアン雌奴隷～悪魔のような美少女の微笑みマゾ調教～ (6月7日、ビビアン)
- 19歳の決意。 処女 最後の日 Special あんりとりか 初めてのSEX ノーカットドキュメント 私、女の子が好きなんです…。でも、あなたと一緒なら…男の人とSEXができそうです (6月13日、無垢)
- ヒロイン輪姦オフ会 美少女戦士セーラートリニティア (7月12日、GIGA)
- はじめてのNHレズセックス (7月25日、ダスッ!)
- くすぐりレッスン 〜M男くすぐり〜 (7月25日、アドア)
- 絶対領域 挑発美少女ハーレム学園2 すべすべな太ももに挟まれ身動きできず何度も射精させられる! (8月1日、MOODYZ)
- 完全主観で楽しむ麻里梨夏との新婚生活 (8月1日、プラネットプラス)
- タッグマッチ レズプロレス (8月8日、ROCKET)
- 神パンスト 麻里梨夏 制服ロリ美少女の美脚を包んだ生ナマしいパンストを完全着衣でムレた足裏からつま先を味わい尽くす!顔騎や足コキ、時には中出し時にはお尻にコスってぶっかけとやりたい放題!発情させられた女の変態調教絶頂プレイを楽しむフェチAV (8月8日、親父の個撮)
- 人身売買パンスト狂宴 (8月19日、エーゲ/妄想族)
- 射精女子 チ●ポでイッちゃうフタナリ女子●生 (9月7日、桃太郎映像出版)
- 妄想アイテム究極進化シリーズ 男女入れ替えタイムカード 男女入れ替わりで働き方改革 『俺、女になって定時で帰ります。』 (9月12日、ROCKET)
- 帰省したヤリマン3姉妹に絶倫チ●ポをしごかれ続けるご近所中出し物語2 (9月13日、ケイ・エム・プロデュース/Million)
- 威圧系 淫語責め唾吐き痴女 (10月10日、レイディックス)
- Ecstasy Mode～麻里梨夏を味わい尽くすコスハメ5Act～ (11月13日、バルタン)
- あぁ、男殺し 3ヵ所同時責め続け快楽漬け (11月29日、ワープエンタテインメント)
- 催眠洗脳された制服美少女は嫌がりながらも淫乱ビッチになっていた 学園編 (12月25日、ダスッ!)
- むちむちデカ尻 神ブルマ 麻里梨夏 ロリ美少女やぽっちゃり娘にピチピチブルマ&体操着を着せ、ハミパン、ムレムレワレメを毛穴まで見えるほどの超ドアップ接写!さらに尻コキ、着衣お漏らし放尿やブルマぶっかけ、生中出し等ブルマ好きに送る完全着衣フェチAV (12月26日、親父の個撮)

- 肛門解禁 生まれて初めてのアナルFUCK 激イキッ!激絶叫!激昇天!大覚醒スペシャル!!! (1月1日、MOODYZ)
- リアル脱出ドキュメント レズセックスをしないと出られない部屋に閉じ込められた少女たち (1月7日、ビビアン)
- 麻里梨夏史上、最もハード!（本人談） 美少女ハードコア3穴ごっくんファック (1月19日、M's Video Group)
- Faith/Grand Orgasm -絶対性獣戦線エロマニア- Episode0 (1月24日、TMA)
- AV引退ゲロ解禁!!6年間の想いも精子も中出しも全部吐きつくせ! 俺らが麻里梨夏のゲロ全部受け止めてやっからよ! (2月25日、本中)

- 髪、伸びた?11か月ぶりの再会!麻里チャンは相変わらず小っちゃくて可愛いけど…やっぱAV女優みたいでした（笑） 貯金額が25,000円を切りそうなので…AV復活。（1月25日、本中）
- 惡の変態 憧れの娘とSEXしたかったのに大嫌いな同級生女子に中出しSEXを強要され続け支配され痴女られまくるありえない青春（3月3日、本中） ※春のパンツまつり協賛作品
- 歌舞伎町で出会った愛がわからないパパ活地雷女子の上書き中出し地雷淫語中出ししか勝たん（3月25日、本中）

### VR
2016年
- 麻里梨夏と中出しSEX!! VRだから本当にしてるみたいでしょ!  (12月20日、KMPVR)

2017年
- ハイクォリティVR 電車痴漢SEX (6月9日、KMPVR)
- ハイクォリティVR リカとハルラの女子○生痴女尻コキ (6月9日、KMPVR)
- Faith/Grand Orgasm VR feat.デンジャラス眼鏡美少女 (7月29日、TMAVR)
- VRけも耳コスプレイヤーズ (10月31日、TMAVR)
- ベロキス多めのぬぷぬぷ中出しSEX (12月15日、KMPVR)
- 長尺VR エロすぎるレジェンドVR学園 (12月30日、KMPVR)
- ドキドキ初めてのスワッピング体験 「大好きな彼氏の隣で他人チ○ポを入れられて恥ずかしすぎるけど、アヘ声が我慢できない」（12月31日、KMPVR）

2018年
- かんきん。(2月2日、ワープエンタテインメント)
- 長尺VR 近親相姦王様ゲーム【ゲーム参加型VR】で僕の妹と友達の妹と狂喜乱舞できるVR (2月16日、ヤバイVR屋さん)
- 屋上で告白キスVR～授業の間の10分間の休み時間に同級生や後輩から告白されて次のチャイムがなるまでキスしまくれるVR (4月27日、ヤバイVR屋さん)

2019年
- ボクにとって動画ってやつは結局夢と同じで、ぬくもりも無ければ香りもしないが、そこでしか存在しない君を想う不適当な温度感 (6月7日、KMPVR)
- 金粉VR 黄金の麻里梨夏と仮想現実性交 (8月27日、バミューダVR/妄想族)

### イメージDVD
「成海うるみ」名義
- Urumi アイドル以上!（2014年7月10日、REbecca）

「麻里梨夏」名義
- Rika 可憐な天使の危険な誘惑（2016年9月8日、REbecca）※Blu-ray 同時発売
- 純夏模様 衣服を脱ぎ捨てた君（2016年12月13日、Eternal Emotion）※Blu-ray 同時発売
- Rika2 小悪魔ハネムーン（2018年8月2日、REbecca）※Blu-ray 同時発売
- Aphrodite（2019年3月1日、Aphrodite）※Blu-ray 同時発売
- Kusuguri Time（2019年5月26日、スパークビジョン）
- Tickling X ～Kusuguri Time 2～（2019年6月26日、スパークビジョン）
- Rika3 アブないラブデート（2019年10月17日、REbecca）※Blu-ray 同時発売

### 写真集
- lyrical（2018年8月26日、彩文館出版、撮影：福島裕二）ISBN 978-4775606025

## 出演

### Vシネマ
「成海うるみ」名義
- 不良女子高生（2014年10月3日、オールインエンタテインメント） - 前島咲 役[14]
- 白衣の天使　リーサルエンジェルSUPER（2015年4月10日、ZENピクチャーズ） - 白衣の天使リーサルエンジェル 役[15]
- 時空変態人間 〜もしも時間が止められたら!〜（2015年4月20日、ネクスタシーEX/シネマファスト） - 清澄美空 役

「麻里梨夏」名義
- ブラコン!僕と妹のノゾミ（2017年2月3日、スターボード）- 加藤希 役

### テレビ
- 田村淳の地上波ではダメ!絶対! #50「春のダメ!絶対!だいうんどうかいSP!」（2018年5月31日、BSスカパー!）

### ウェブテレビ
- 桃色♡ゲームチャンネル（2018年2月15日 -、AbemaTVウルトラゲームス）[16]

### 映画
- 結婚前夜 やさしく挿れて（2017年2月3日、オーピー映画）- 斉藤藍 役[17]
- 日本夜伽話　パコってめでたし（2017年7月28日、オーピー映画） - エレン 役[18]

- 教科書にないッ!シリーズ（日本出版販売） - 舞 役[19]
  - 教科書にないッ！1（2016年）
  - 教科書にないッ！2（2016年）
  - 教科書にないッ！6（2019年）

### ゲーム
- 新宿スカウトバトル（2019年12月2日、DMM GAMES）- 海外マフィア『九頭竜会』八の竜役[20]